# Lijst van rijksmonumenten in Kerkwijk
De plaats Kerkwijk telt 8 inschrijvingen in het rijksmonumentenregister. Hieronder een overzicht.
| Object                                                                                                   | Oorspronkelijke functie? | Bouwjaar                    | Architect | Locatie               | Coördinaten?                  | Nr.?   | Afbeelding                                                                                               |
| --- | ------------------------ | --------------------------- | --------- | --------------------- | ----------------------------- | ------ | --- |
| Boerderij                                                                                                | Boerderij                | 1793 (jaartalankers)        |           | Achterstraat 8        | 51° 46' 26" NB, 5° 12' 56" OL | 23604  | Meer afbeeldingen                                                                                        |
| Laatromaanse bakstenen kerktoren                                                                         | Kerk en kerkonderdeel    |                             |           | Aalderwijksestraat 16 | 51° 46' 31" NB, 5° 13' 13" OL | 23606  | Meer afbeeldingen                                                                                        |
| Boerderij                                                                                                | Boerderij                | eerste helft 19e eeuw       |           | Torenstraat 3         | 51° 46' 30" NB, 5° 13' 12" OL | 23607  | Boerderij                                                                                                |
| Boerderij met links een opkamer                                                                          | Boerderij                | 1773 (jaartalankers)        |           | Aalderwijksestraat 4  | 51° 46' 29" NB, 5° 13' 7" OL  | 23608  | Boerderij met links een opkamer                                                                          |
| Boerderij waarvan het woongedeelte een afgeknotte gepleisterde puntgevel bezit en rechts onderkelderd is | Boerderij                | Vermoedelijk omstreeks 1800 |           | Aalderwijksestraat 18 | 51° 46' 30" NB, 5° 13' 14" OL | 23609  | Boerderij waarvan het woongedeelte een afgeknotte gepleisterde puntgevel bezit en rechts onderkelderd is |
| Boerderij met stenen kamer                                                                               | Boerderij                | Kern 16e eeuw               |           | Kruisstraat 10        | 51° 46' 23" NB, 5° 12' 37" OL | 23610  | Boerderij met stenen kamer                                                                               |
| Huis Hemelrijk                                                                                           | Woonhuis                 | 1834 (jaartalsteen)         |           | Molenstraat 43        | 51° 46' 36" NB, 5° 13' 6" OL  | 23611  | Meer afbeeldingen                                                                                        |
| Hervormde Kerk                                                                                           | Kerk en kerkonderdeel    | 12e eeuw                    |           | Aalderwijksestraat 16 | 51° 46' 31" NB, 5° 13' 13" OL | 348325 | Meer afbeeldingen                                                                                        |